# Gnamptogenys minuta
Gnamptogenys minuta é uma espécie de formiga do gênero Gnamptogenys.